# منطقة ماغاواي
منطقة ماغاواي هي منطقة يقع في وسط ميانمار، ماغاواي هي عاصمة المنطقة .